# Praça da República (Niterói)

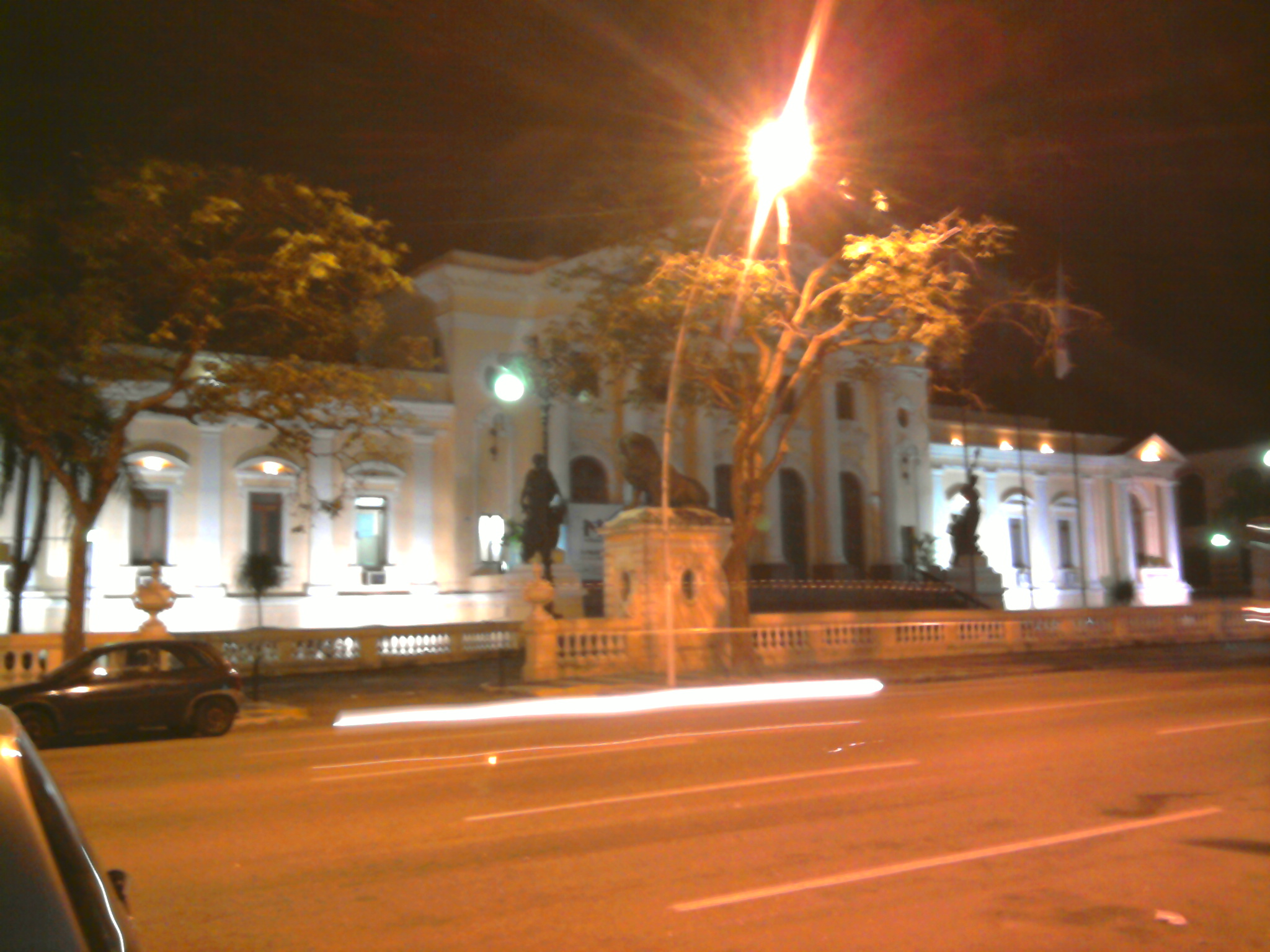
Câmara Municipal de Niterói

Praça da República - conjunto arquitetônico, erguida para lembrar o fato histórico e os célebres fluminenses que por ela lutaram. Tombado pelo Patrimônio  Estadual, todo em estilo eclético, construído no início do século XX, em Niterói. Constituído da praça, com o monumento "Triunfo a República", e os prédios públicos do seu entorno, formando um dos mais importantes conjuntos arquitetônicos da Cidade.
Os prédios públicos são a Biblioteca Pública Estadual, a Câmara Municipal de Niterói (antiga Assembleia Legislativa do Estado do Rio de Janeiro), a Liceu Nilo Peçanha (antiga Escola Central), sede regional da Polícia Civil (antigo Palácio da Polícia) e o Fórum de Niterói do Tribunal de Justiça de Estado (antigo Palácio da Justiça). O projeto de construção do conjunto pertence ao arquiteto Pietro Campofiorito. O projeto de construção da praça do monumento e dos respectivos prédios foi idealizado em 1913, com o objetivo de ali se fazer o grande centro cívico de Niterói, então capital fluminense, contudo foi concluído apenas em 1935, com a inauguração do último grande prédio, a Biblioteca Pública Estadual.
Na década de 1970 foi totalmente destruída e no seu lugar ficando o "esqueleto" de um prédio que permaneceu inacabado até o final da década de 1980, quando foi implodido pelo governo estadual. A Praça da República foi reconstruída quase 20 anos depois de sua descaracterização. Os prédios do entorno e todo o conjunto da praça foram tombados pelo INEPAC em 1983. Foi reconstruída em 1989 com a preocupação de se respeitar as suas características originais.

## Histórico

### O Morro do Campo Sujo
Até o início do século XX, parte da localidade era uma área de despejo de esgoto, através do barris dos tigres, denominada Campo Sujo, ladeada pelo Morro do Campo Sujo ou Doutor Celestino.  Com o projeto de aterro da enseada de São Lourenço e posterior urbanização, esse conjunto de intervenções batizadas de Renascença Fluminense, efetua-se o desmonte hidráulico do morro e começa-se a construir o Centro Cívico da então capital do estado do Rio de Janeiro.
Entre 1906 e 1910, sob a gestão do então prefeito João Pereira Ferraz, a cidade de Niterói entrou em um processo de urbanização e embelezamento, que prosseguiu firme durante o governo de Feliciano Pires de Abreu Sodré. Na época, foram realizadas obras de pavimentação, retificação, construção, edificação, saneamento e etc.

### O Centro Cívico
Em 1913, o Governador Oliveira Botelho e o Prefeito Feliciano Sodré adquiriram o terreno e projetaram "obras de embelezamento e urbanização". O projeto, de autoria do arquiteto Emile Depuy Tessain auxiliado por Pedro Campofiorito, previa a construção de edifícios públicos em torno da praça, formando um grande "Centro Cívico", e a abertura de uma ampla avenida passando em frente a praça, de ligação entre Marquês do Paraná e a Visconde do Rio Branco, que somente em 1954 foi concretizada e ganhou o nome de Avenida Ernani do Amaral Peixoto.

O local escolhido para o Centro Cívico era significativo, pois ficava bem no meio do Centro, a meio caminho entre o rossio (a atual praça Jardim São João ou Largo São João) e a praça do pelourinho da cidade (a atual Praça do Rink ou Largo da Memória, cujo nome oficial atual é Praça General Gomes Carneiro), espaços públicos que eram tradicionalmente símbolos de poder das cidades coloniais brasileiras e/ou do período monárquico, ao qual a República recém-implantada queria suplantar com novos edifícios públicos e intervenções urbanísticas.

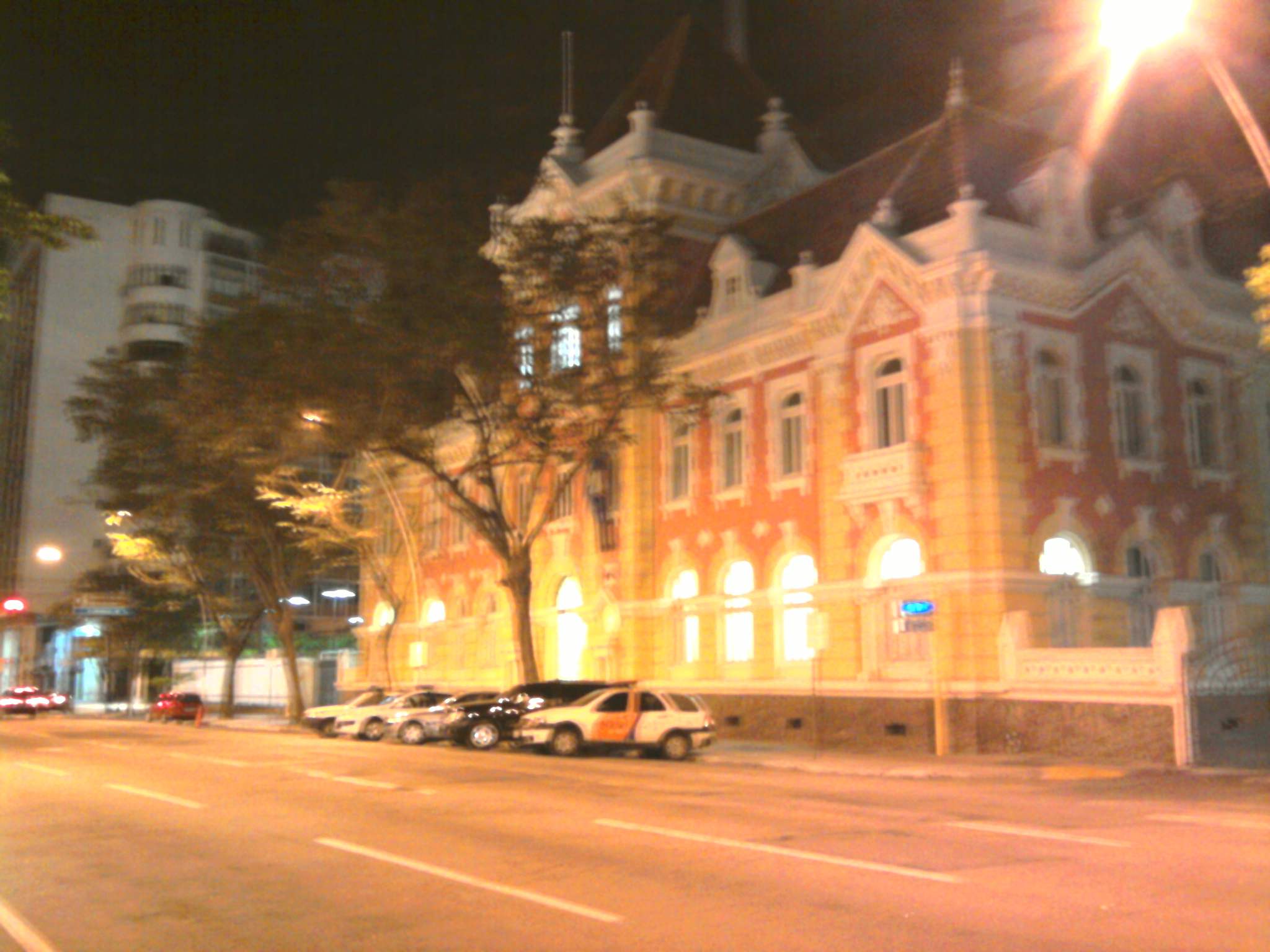
Palácio da Polícia (Niterói) - 76 Delegacia de Polícia, Avenida Amaral Peixoto

Para o projeto dos edifícios foi contratado, no ano seguinte, o arquiteto Heitor de Melo. Paulatinamente foram inaugurados os prédios públicos, da Escola Normal em 1918(atual Colégio Estadual Liceu Nilo Peçanha), da Assembléia Legislativa do Estado do Rio de Janeiro em 1917 (abriga atualmente a Câmara Municipal de Niterói), do Palácio da Polícia (então sede da Chefia de Polícia, atual 76 Delegacia de Polícia), do Palácio da Justiça em 1919(então sede do Tribunal de Justiça do Estado do Rio de Janeiro, atual Fórum da Comarca de Niterói). O conjunto é testemunho vivo da arquitetura do começo do século XX, um dos mais importantes conjuntos de arquitetura belle epoque do país e as edificações são tombadas pelo Patrimônio Histórico.
Dois prédio ficaram por construir, a Biblioteca Pública, atual Biblioteca Estadual de Niterói, inaugurado somente em 1935, e o Palácio do Governador, nunca construído, que ficaria em área não-edificada em frente a Praça no lado oposto ao Palácio da Justiça e que atualmente serve como estacionamento particular.

### O re-modelamento da praça
Em 1924 foi iniciado a remodelamento da Praça e re-inaugurado em 1927 com o monumento Triunfo à República. A praça que até então era chamada Praça D. Pedro II passou a se chamar Praça da República.
Com o re-modelamento da praça inaugurado em 1927, acrescentou-se ao conjunto arquitetônico o prédio da Biblioteca Estadual de Niterói (feição eclética, com influência do renascimento italiano) e dois prédios particulares, do Parthenom (neoclássica) e do Teatro Leopoldo Fróes (art decó com influência moderna).

### Avenida Amaral Peixoto
Correspondendo ao plano para a Praça da República seria aberta uma ampla avenida passando em frente a praça, de ligação entre Marquês do Paraná e a Visconde do Rio Branco. Sua função foi estabelecer o eixo monumental entre o centro cívico da Praça da República com a Estação Hidroviária na Praça Martin Afonso (atual Praça Arariboia), que ligava Niterói à capital federal, a cidade do Rio de Janeiro, além de dar nova face a antiga capital do estado. Na década de 1930 o arquiteto niteroiense Atílio Correa Lima em seu projeto-tese reafirma a necessidade de construção da monumental avenida.
A abertura da Avenida Ernani do Amaral Peixoto, em 1942, em pleno Estado Novo foi marco do processo de modernização da cidade. A via, rasgando o centro comercial da cidade, promoveu o desmembramento de terrenos modificando o traçado de várias quadras do Centro. Foram demolidos cerca de 230 prédios para a implantação do novo loteamento, resultando em uma avenida de 1.003 metros de extensão por 20 metros de largura. Em 1954 foi inaugurado o último trecho, entre a Praça e a Avenida Marquês do Paraná.  Batizada em homenagem ao ex-interventor e governador fluminense, Ernani do Amaral Peixoto, e foi construída aos moldes da Avenida Presidente Vargas do Centro da Cidade do Rio de Janeiro.

### O desmonte da praça e a restauração
Esta feição no conjunto arquitetônico e paisagístico permaneceu até 1969. Em 1970, o Governador Geremias de Mattos Fontes decidiu construir, no lugar, nova sede do Tribunal de Justiça do Estado. O monumento "Triunfo da República" foi desmontado e em seu lugar ergueu-se a estrutura arquitetônica do edifício do Tribunal de Justiça que nunca foi concluído.

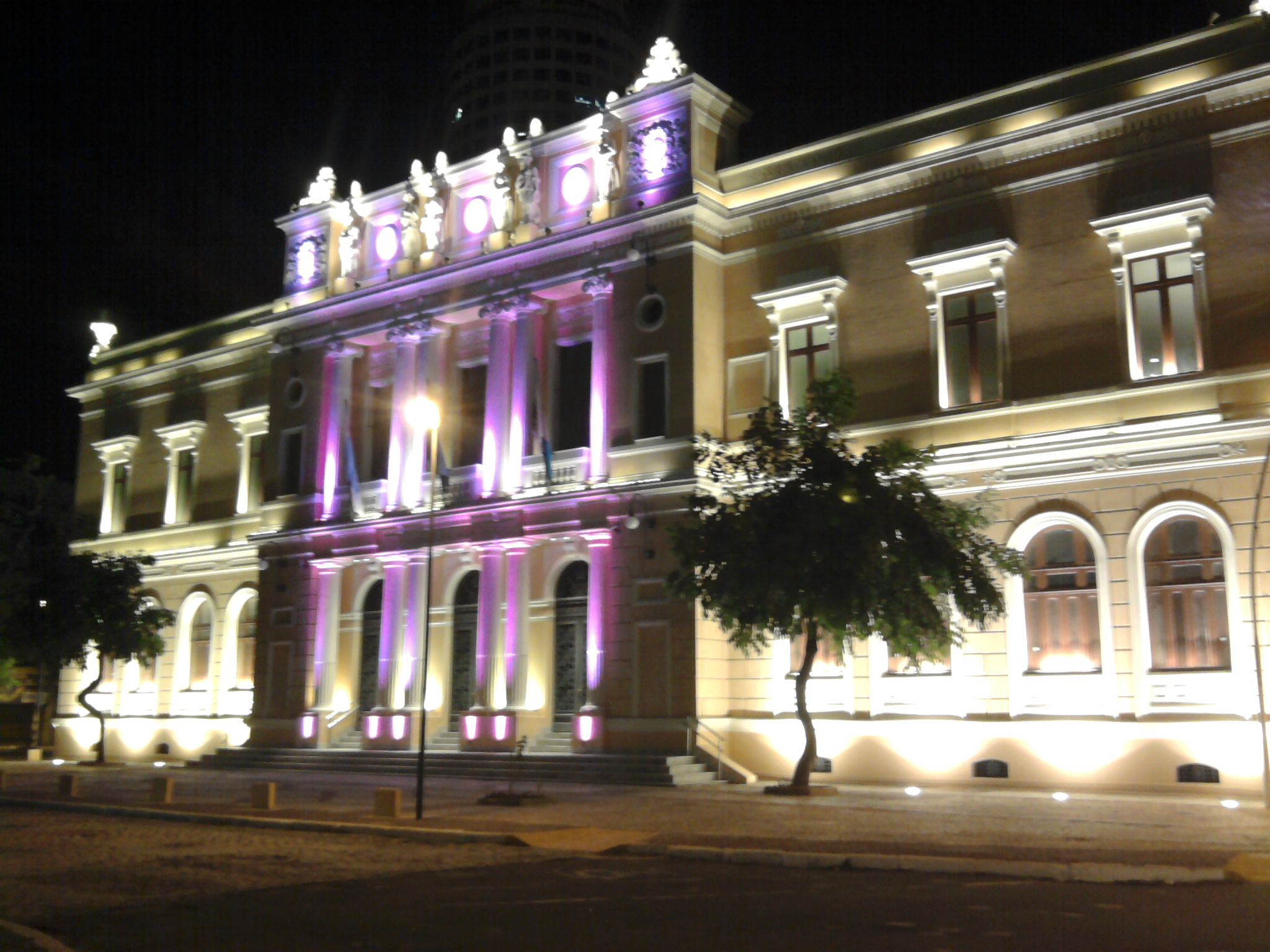
Palácio da Justiça (Niterói) a noite com iluminação cênica

A partir de 1978, setores da sociedade fluminense se mobilizaram num movimento que objetivava a reconstrução da praça, conseguindo que, em janeiro de 1983, o Instituto Estadual do Patrimônio e Cultural tombasse o monumento. Em 1989, o governo do estado determinou a implosão do "esqueleto" do prédio e a reconstituição da praça na sua forma original. Implosão realizada em 1989 pelo engenheiro Hugo Takahashi. No dia 4 de dezembro de 1989 reinauguraram-se a Praça da República e seu monumento.

## O monumento 'Triunfo à República' e o jardim
Em 1924, sob direção do engenheiro Pio Borges de Castro, foi proposta a construção de um suntuoso monumento denominado Triunfo da República. A praça foi reinaugurada em 1927, pelo Prefeito Manoel Ribeiro de Almeida, com o nome de Praça da República. O monumento foi concebido por Correia de Lima - então Diretor da Escola Nacional de Belas Artes.
É composto de um embasamento com escadaria que leva a um pedestal de cantaria onde se encontra a escultura em bronze "Alegoria à Republica", do escultor José Octavio Corrêa Lima. Esta constituiu-se de uma biga romana, puxada por dois cavalos em posição de galope, conduzida por uma mulher que traz na mão direita um ramo de louros.
Encontra-se, ainda, dois guarda-corpos sobre os quais figuram as estátuas de Quintino Bocaiúva e Benjamin Constant. Na face anterior da coluna encontra-se a estátua pedestre de Silva Jardim. O capitel do pedestal é ornamentado por pequenas placas de bronze com o nome de cada um dos municípios do estado, encobrindo os nichos contendo porções de terra daqueles municípios.
O arquiteto Pietro Campofiorito adotou para o jardim da praça o estilo italiano com influência francesa, com composição de sentido cartesiano, traçado geométrico preciso e caminhos ao longo de eixos cruzados. Seus canteiros são baixos, alinhados com ervas e arbustos dispostos em padrão simples e simétrico. As árvores são de baixo porte, sempre aparadas.